# Драго Ігор Борисович
Драго Ігор Борисович (03. 11. 1923, м. Перм, РФ – 17. 12. 2003, Київ) — український композитор. Заслужений артист України (1974). Член Національної спілки композиторів України.
Народився 3 листопада 1923 р. в Пермі (Росія). Закінчив Одеську консерваторію (1951, клас К.Данькевича). Автор кантат, ораторій, музики до кіно- і телефільмів: «Свято на Тарасовій землі» (1964), «Балада про мужність» (1972).